# Francisco de Garay (poeta)
Francisco de Garay fue un médico, poeta y religioso español del siglo XVI, natural de las riberas del Duero, como lo comprueban dos pasajes de sus poemas: Carta á Riselo (Pedro Liñan de Riasa): "Con esto queda á lo que tú mandares,/ Cudicioso, obligado, diligente,/ Fabio el de Duero, morador de henares" y el de la composición intitulada Testamento: "Llegados al lugar, ordeno y quiero/ Canten alguna cosa en alabanza/ Del suelo patrio y de mi patrio Duero". Se desconoce su fecha de nacimiento pero, según Lissorgues, probablemente murió en 1617. Estudió teología en Alcalá y es posible que llegara a ser canónigo de Toledo, ya que "en el manuscrito 3985 de la Biblioteca Nacional de Madrid, al margen del folio 147v., en que figuran sonetos de Garay, alguien añadió :'ésse [sic] es el doctor Garai [sic] canónigo de Toledo'". Sin embargo, su fama se la debe a su labor como poeta. Como poeta pertenecía a la generación de Francisco de Figueroa y fue laureado en el certamen de la Universidad de Alcalá. Por otro lado, varios escritores y poetas contemporáneos alabaron su obra: Miguel de Cervantes lo hace en el “Canto de Calíope” de La Galatea (1585), Lope de  Vega lo alaba en varias obras como en el Laurel de Apolo (1630), La Arcadia (1602) y La Dorotea, y  Vicente Espinel demuestra que lo tenía en alta estima en La Casa de la memoria. En su poesía se puede apreciar que asumió el nombre poético de Fabio y que llamó Fabia a su amada, aunque fue mal correspondido, ya que ella se casó con otro. De su carrera como doctor, hay poca información. Sin embargo, en el "Canto de Calíope", Cervantes lo coloca junto a otros conocidos médicos-poetas como Dionisio Daza Chacón, Francisco Campuzano y Francisco Díaz.

## Obra
Su poesía parece no haberse compilado nunca y se encuentra dispersa en diferentes obras. Entre las más reconocidas se hallan:  
- El cancionero manuscrito de Fabio (siglo XVII, 1.ª mitad)
- Obras poéticas inéditas del doctor Juan de Salinas, de Baltasar del Alcázar y del doctor Garay y Lupercio de Argensola (16--)
- ”Canción al casamiento de la Infanta doña Catalina”[2] (1585)
- Sonetos a la muerte de doña Ana última esposa de Felipe II[1] (1585)
- Carta a Riselo (Pedro Liñán de Riaza)[1]

En los artículos de Rodríguez-Moñino y de Lissorgues hay más información de otras fuentes y reproducen varios poemas de Francisco Garay, a la vez que se describe el contenido de algunos manuscritos.